# Drag Me as a Queen
Drag Me as a Queen é um reality show brasileiro que estreou no dia 20 de novembro de 2017 no canal E!. Com apresentação das drag queens Penelopy Jean, Rita Von Hunty e Ikaro Kadoshi o programa tem como objetivo ajudar mulheres a libertar a "queen" que existe dentro delas. Drag Me as a Queen é o primeiro programa brasileiro a ter drag queens como apresentadoras.
O programa foi confirmado para uma segunda temporada que iniciou em 2019.

## Formato
A atração é apresentada pelas drags queens Penelopy Jean, Rita von Hunty e Ikaro Kadoshi, que irão transitar pelas histórias de cada participante investigando suas memórias, frustrações, sonhos e ambições para resultar numa versão drag queen construída com as informações coletadas durante a jornada.
Após a concepção do figurino, maquiagem, e cabelo, o processo termina com uma performance para seus familiares e amigos. Essa é a hora em que as cortinas se abrem para que cada mulher se transforme em uma verdadeira diva pronta para trilhar seu novo caminho.

## Episódios
| Temporada | Temporada | Episódios | Exibição original      | Exibição original      |
| Temporada | Temporada | Episódios | Estreia da temporada   | Término da temporada   |
| --------- | --------- | --------- | ---------------------- | ---------------------- |
|           | 1         | 13        | 20 de novembro de 2017 | 16 de abril de 2018    |
|           | 2         | 13        | 18 de março de 2019    | 10 de junho de 2019    |
|           | 3         | 8         | 21 de setembro de 2021 | 09 de novembro de 2021 |
|           | 4         | 8         | 18 de outubro de 2022  | 06 de dezembro de 2022 |

### 1ª Temporada (2017)
| N.º na série | N.º na temp. | Título                | Lançamento             |
| ------------ | ------------ | --------------------- | ---------------------- |
| 1            | 1            | "Kamilla Pellegrini"  | 20 de novembro de 2017 |
| 2            | 2            | "Letícia Daniel"      | 20 de novembro de 2017 |
| 3            | 3            | "Carol Jardim"        | 27 de novembro de 2017 |
| 4            | 4            | "Juliane Sturm"       | 4 de dezembro de 2017  |
| 5            | 5            | "Luciana Abreu"       | 11 de dezembro de 2017 |
| 6            | 6            | "Juliana Andrade"     | 18 de dezembro de 2017 |
| 7            | 7            | "Carolina Almeida"    | 5 de março de 2018     |
| 8            | 8            | "Daniela Stamcapiano" | 12 de março de 2018    |
| 9            | 9            | "Flávia Miranda"      | 19 de março de 2018    |
| 10           | 10           | "Rosana Périgo"       | 26 de março de 2018    |
| 11           | 11           | "Dory de Oliveira"    | 2 de abril de 2018     |
| 12           | 12           | "Erika de Paula"      | 9 de abril de 2018     |
| 13           | 13           | "Mariã Bueno"         | 16 de abril de 2018    |

### 2ª Temporada (2019)
| N.º na série | N.º na temp. | Título                 | Lançamento          |
| ------------ | ------------ | ---------------------- | ------------------- |
| 14           | 1            | "Karin Martins"        | 18 de março de 2019 |
| 15           | 2            | "Bruna Maila"          | 25 de março de 2019 |
| 16           | 3            | "Evelyn Albertini"     | 1 de abril de 2019  |
| 17           | 4            | "Caroline Lima"        | 8 de abril de 2019  |
| 18           | 5            | "Geovana Rafaela"      | 15 de abril de 2019 |
| 19           | 6            | "Mirela Cruz"          | 22 de abril de 2019 |
| 20           | 7            | "Luana Alves"          | 29 de abril de 2019 |
| 21           | 8            | "Ana Claudia Tolezano" | 6 de maio de 2019   |
| 22           | 9            | "Danieli Cavalvanti"   | 13 de maio de 2019  |
| 23           | 10           | "Gabriela Marques"     | 20 de maio de 2019  |
| 24           | 11           | "Nynna Silva"          | 27 de maio de 2019  |
| 25           | 12           | "Bella Yumi"           | 3 de junho de 2019  |
| 26           | 13           | "Luana Piovani"        | 10 de junho de 2019 |

### 3ª Temporada (2021)
| N.º na série | N.º na temp. | Título                  | Lançamento             |
| ------------ | ------------ | ----------------------- | ---------------------- |
| 27           | 1            | "Maria Rita"            | 21 de setembro de 2021 |
| 28           | 2            | "Lellê"                 | 28 de setembro de 2021 |
| 29           | 3            | "Maria Eugênia Suconic" | 5 de outubro de 2021   |
| 30           | 4            | "Karin Hils"            | 12 de outubro de 2021  |
| 31           | 5            | "Renata Kuerten"        | 19 de outubro de 2021  |
| 32           | 6            | "Gretchen"              | 26 de outubro de 2021  |
| 33           | 7            | "Nicole Bahls"          | 2 de novembro de 2021  |
| 34           | 8            | "Preta Gil"             | 9 de novembro de 2021  |
| ASA          | ASA          | ASA                     | 13 de maio de 2019     |
| ASA          | ASA          | ASA                     | 20 de maio de 2019     |
| ASA          | ASA          | ASA                     | 27 de maio de 2019     |
| ASA          | ASA          | ASA                     | 3 de junho de 2019     |
| ASA          | ASA          | ASA                     | 10 de junho de 2019    |

### 4ª Temporada (2022)
| N.º na série | N.º na temp. | Título             | Lançamento             |
| ------------ | ------------ | ------------------ | ---------------------- |
| 35           | 1            | "Gabriela Prioli"  | 18 de outubro de 2022  |
| 36           | 2            | "Negra Li"         | 18 de outubro de 2022  |
| 37           | 3            | "Daniele Hipólyto" | 1 de novembro de 2022  |
| 38           | 4            | "Gleice Dasmaceno" | 8 de novembro de 2022  |
| 39           | 5            | "Vaneza Oliveira"  | 22 de novembro de 2022 |
| 40           | 6            | "Gabi Prado"       | 29 de novembro de 2022 |
| 41           | 7            | "GKay"             | 29 de novembro de 2022 |
| 42           | 8            | "Carol Conká"      | 6 de dezembro de 2022  |
| ASA          | ASA          | ASA                | 13 de maio de 2019     |
| ASA          | ASA          | ASA                | 20 de maio de 2019     |
| ASA          | ASA          | ASA                | 27 de maio de 2019     |
| ASA          | ASA          | ASA                | 3 de junho de 2019     |
| ASA          | ASA          | ASA                | 10 de junho de 2019    |

## Apresentadoras

### Ikaro Kadoshi
Há 16 anos como drag queen, a especialidade de Ikaro é emocionar, seja nas performances sempre teatrais ou na rapidez com que entende os sentimentos alheios. A imagem de Ikaro é inesquecível: num mundo onde reinam as perucas, a drag dele é andrógina e ostenta uma imponente careca.

### Penelopy Jean
Conhecida como The Next Drag Super Star, Penelopy é multitalentosa: é rainha da cultura pop, das pick ups e das pistas de dança – não há nada capaz de para-la. Um certo ar inocente, mas ao mesmo tempo irresistível, é o único quesito que não muda nas transformações icônicas que ela faz: vai dos anos 1970 ao futurístico com a velocidade da luz.

### Rita Von Hunty
Rita von Hunty é uma drag cheia de tentáculos. Seu andar deslizante, a voz macia e o estilo pin-up atraem todas as atenções aonde quer que ela esteja. Essa é a isca que ela usa para envolver o mundo: Rita é ferina, sarcástica e dona de um humor ímpar –mas tudo, sempre, com o rigor da mais alta classe. Capaz de gerir um exército com seu poder de envolvimento, Rita só declara guerra à falta de autoestima e timidez.

## Versões internacionais
| País          | Nome           | Emissora | Estreia             | Final               |
| ------------- | -------------- | -------- | ------------------- | ------------------- |
| Países Baixos | De Diva in Mij | BNNVARA  | 29 de julho de 2019 |                     |
| Alemanha      | The Diva In Me | RTL+     | 2 de junho de 2020  | 4 de agosto de 2020 |